# Céciliennes
Les Céciliennes, sont des chœurs d’église dans le canton de Fribourg, en Suisse.

## Organisation
Progressivement devenus mixtes (entre la fin des années 1950 et la fin des années 1970), elles chantent lors des célébrations religieuses, leur mission première étant de servir la liturgie tout en respectant la tradition chorale fribourgeoise,.
Organisées tous les trois ou quatre ans, les fêtes ou rencontres des Céciliennes réunissent ces chorales par région. Elles marquent un temps fort de leur activité : passage devant un jury, messe chantée, chants d’ensemble. En 2005 est fondé le Groupement de Céciliennes du canton de Fribourg et de la Broye vaudoise.

## Histoire
À la fin du XIXe siècle, influencé par l’Allemagne et la Suisse alémanique, le mouvement cécilien se développe d’abord en Singine (le premier chœur y apparaît en 1877), puis, dix ans plus tard des chœurs romands voient le jour dans le canton. La première fête cantonale est organisée en 1902. L’Église catholique prendra rapidement la tête de l’Association des céciliennes. En novembre 1908, l’abbé Joseph Bovet devient président des Céciliennes fribourgeoises auxquelles il consacrera près de 40 ans. Son héritage demeure très présent dans le répertoire des chœurs fribourgeois.
Si les ensembles vocaux sont apparus dans la plupart des cantons catholiques, c’est à Fribourg qu’ils sont restés le plus actifs et le patrimoine choral, religieux et populaire, comprenant parfois des pièces en patois, est maintenu vivant par les chanteurs amateurs et leurs directeurs .

## Source du texte
- « Les Céciliennes », sur fr.ch